# Polynôme de Laurent
Un polynôme de Laurent est une généralisation de la notion de polynôme où l'on autorise les puissances de l'indéterminée à être négatives. Introduits par le mathématicien Pierre Alphonse Laurent en 1843 pour l'étude des fonctions, afin de généraliser la série de Taylor au moyen de la série de Laurent, ils apparaissent depuis dans de nombreuses branches des mathématiques et de la physique théorique, en particulier en algèbre, dans l'étude des algèbres de Lie et en relation avec la théorie de Fourier.

## Définition
Soit R un anneau commutatif, un polynôme de Laurent est une expression de la forme :
{\displaystyle p(t)=\sum _{k\in \mathbb {Z} }a_{k}t^{k},\quad a_{k}\in R}
où seul un nombre fini des coefficients {\displaystyle a_{k}} est différent de 0.

## L'anneau des polynômes de Laurent
L'ensemble des polynômes de Laurent à coefficients dans un anneau commutatif R est noté {\displaystyle R[t,t^{-1}]} ou {\displaystyle R[t^{\pm 1}]}. Cet ensemble est muni d'une structure d'anneau avec les mêmes opérations que l'anneau des polynômes sur R, l'indice de sommation pouvant prendre des valeurs négatives. En particulier, l'anneau des polynômes de Laurent s'obtient par localisation de l'anneau des polynômes.
On a donc les opérations suivantes :
{\displaystyle \left(\sum _{i}a_{i}X^{i}\right)+\left(\sum _{i}b_{i}X^{i}\right)=\sum _{i}(a_{i}+b_{i})X^{i}}
{\displaystyle \left(\sum _{i}a_{i}X^{i}\right)\cdot \left(\sum _{j}b_{j}X^{j}\right)=\sum _{k}\left(\sum _{i,j:i+j=k}a_{i}b_{j}\right)X^{k}.}
Et la structure naturelle de R-module permet de définir la multiplication par un scalaire :
{\displaystyle a\cdot \sum _{i\in \mathbb {Z} }a_{i}X^{i}\,=\,\sum _{i\in \mathbb {Z} }(aa_{i})\,X^{i}}.

## Quelques propriétés
{\displaystyle R[t]} est un sous-anneau de {\displaystyle R[t^{\pm 1}]}. {\displaystyle R[t^{\pm 1}]} est un sous-anneau de l'anneau des fractions rationnelles {\displaystyle R(t)}. C'est également un sous-anneau du corps des séries de Laurent.
L'anneau {\displaystyle R[t^{\pm 1}]} est un anneau noethérien mais pas artinien. Il est notamment isomorphe, en tant que R-algèbre, à l'algèbre de groupe {\displaystyle R[\mathbb {Z} ]} et hérite donc d'une structure commutative et cocommutative d'algèbre de Hopf. Si K est un corps, alors {\displaystyle K[t^{\pm 1}]} est un anneau euclidien (comme localisé de {\displaystyle K[t]}).

## Dérivations sur l'anneau des polynômes de Laurent
Soit R un corps, une dérivation sur {\displaystyle R[X,X^{-1}]} est:
{\displaystyle {\frac {\partial }{\partial X}}:\sum _{k\in Z}a_{k}X^{k}\mapsto \sum _{k\in Z}ka_{k}X^{k-1}}
Si {\displaystyle p(X)} est un polynôme de Laurent, alors {\displaystyle T_{p(X)}=p(X){\frac {\partial }{\partial X}}} est encore une dérivation et on peut montrer que c'est la plus générale, au sens que toute dérivation peut s'écrire ainsi. On dispose donc d'une base
{\displaystyle d_{n}=T_{-X^{n+1}}=-X^{n+1}{\frac {\partial }{\partial X}}\,\quad n\in \mathbb {Z} }
On peut alors poser un commutateur qui dote cette algèbre des polynômes de Laurent d'une structure d'algèbre de Lie:
{\displaystyle [d_{i},d_{j}]=(i-j)d_{i+j}}
pour tous entiers i, j, qui n'est autre que l'algèbre de Witt (en).

## Algèbres de lacets
Si G est une algèbre de Lie complexe de dimension finie, on construit l'algèbre des lacets (en) associée en la tensorisant par les polynômes de Laurent sur le corps des complexes :
{\displaystyle {\tilde {G}}=R[t^{\pm 1}]\otimes _{\mathbb {C} }G}.
En particulier, {\displaystyle {\tilde {G}}} est de dimension infinie.

## Généralisations
- Les polynômes de Laurent se généralisent aisément à plusieurs indéterminées, l'anneau correspondant étant noté {\displaystyle R[t_{i}^{\pm 1}]}.
- Du point de vue de l'analyse complexe, les polynômes de Laurent ont deux pôles situés en 0 et en {\displaystyle \infty }. On peut travailler avec l'ensemble des fonctions méromorphes sur le plan projectif complexe privé d'un couple de points (respectivement d'un nombre fini de points), qui se ramène a l'étude des polynôme de Laurent au moyen d'une translation (ou d'une suite de translations si c'est un polynôme à plusieurs variables).